# Luby-Betmont
Luby-Betmont är en kommun i departementet Hautes-Pyrénées i regionen Occitanien i sydvästra Frankrike. Kommunen ligger i kantonen Trie-sur-Baïse som tillhör arrondissementet Tarbes. År 2022 hade Luby-Betmont 105 invånare.

## Befolkningsutveckling
Antalet invånare i kommunen Luby-Betmont
| Referens: INSEE |